# Pleasantdale (Saskatchewan)
Pour les articles homonymes, voir Pleasantdale.
Pleasantdale est un village de la province canadienne du Saskatchewan.

## Démographie
| 2001 | 2006 | 2011 | 2016 |
| ---- | ---- | ---- | ---- |
| 98   | 85   | 76   | 76   |